# Prowler (Band)
Prowler war eine US-amerikanische Power- und Thrash-Metal-Band aus New York City, New York, die im Jahr 1984 gegründet wurde und sich etwa 1988 wieder auflöste.

## Geschichte
Die Band wurde im Jahr 1984 gegründet und bestand aus Sänger Steve Fienroth, den Gitarristen Chris Carroll und Mike Mano, Bassist Meinghis Rheding und Schlagzeuger Jerr Whitney. Es folgten lokale Auftritte zusammen mit T.T. Quick, Metal Church, Wendy O. Williams, Overkill und Hades, sowie die drei Lieder umfassende EP Prowling Death Squad über Tursha Records im Jahr 1986. Unter demselben Namen erschien 1988 über New Renaissance Records eine weitere EP, die neben den schon drei bekannten Liedern, mit Lick the Knife und In Your Boots zwei weitere Songs enthielt. Nach der Veröffentlichung löste sich die Band etwas später wieder auf.

## Stil
Die Band spielte eine Mischung aus Power- und Thrash-Metal; die Werke werden mit denen von Exciter verglichen. Gesanglich lässt sich die Band teilweise mit Exodus vergleichen.

## Diskografie
- 1986: Prowling Death Squad (EP, Trusha Records)
- 1987: Skull Cracker (Demo, Eigenveröffentlichung)
- 1988: Prowling Death Squad (EP, New Renaissance Records)